# 克里斯蒂娜·赫布斯特
克里斯蒂娜·赫布斯特（德語：Christine Herbst，1957年7月19日—），德国女子游泳运动员。她曾代表东德参加1972年夏季奥林匹克运动会游泳比赛，获得女子4×100米混合泳接力银牌。